# New Zealand Federation of Labour (1909–1913)
Die New Zealand Federation of Labour (NZFOL), auch „Red Fed“ genannt, war eine radikale Gewerkschaft der Bergarbeiter in Neuseeland, die aus der 1908 gegründeten New Zealand Federation of Miners hervorging.

## Geschichte

### Blackball-Streik
Der Ursprung der New Zealand Federation of Labour ist in dem Streik der neuseeländischen Bergarbeiter gegen die Blackball Coal Mining Company an der Westküste der Südinsel des Landes zu finden. Als der Bergwerksdirektor der Firma sieben Bergleute entließ, die in der Sozialistischen Partei organisiert waren und einen 8-Stunden-Tag als reguläre Arbeitszeit sowie eine 30-minütige Essenspause statt 15 Minuten forderten, legten die Bergarbeiter die Arbeit nieder, um ihre Forderungen durchzusetzen und auch die Wiedereinstellung der entlassenen Bergarbeiter zu fordern. Am 11. Mai 1908 endete der elf-wöchige von der Blackball Miners' Industrial Union of Workers unterstützte Streik erfolgreich. Der Arbitration Court of New Zealand (Schiedsgericht), der von den Gewerkschaftern nicht anerkannt wurde, da er auf der fehlerhaften Annahme beruhte, dass die Unterschiede zwischen Arbeit und Kapital versöhnbar seien, verhängte anschließend gegen die Bergarbeitergewerkschaft eine Geldstrafe von 75 Pfund, weil sie unter Missachtung des Schiedsgerichtsgesetzes gestreikt hatte. Da die Gewerkschaft das Geld nicht aufbringen konnte, sollten die Bergarbeiter mit einer Geldstrafe von bis zu 10 Pfund belegt werden. Da auch sie nicht über derartigen Summen an Geld verfügten und sich auch weigerten die Strafe anzuerkennen, sollten ihre Güter versteigert werden, was aber auch ein Fehlschlag wurde.

### Gewerkschaftsgründung
Durch den Erfolg des Streiks ermutigt gründeten die radikaleren Bergarbeiter der Westküste im August 1908 in Greymouth die New Zealand Federation of Miners und gingen zwei Monate später nach Wellington, um dort eine nationale Konferenz für die Organisation für ganz Neuseeland abzuhalten. 1909 änderte die Bergarbeitergewerkschaft dann ihren Namen in New Zealand Federation of Labour und ihre Mitglieder wurden Dank ihrer radikalen Ausrichtung „Red Feds“ genannt.

### Gewerkschaftsentwicklung
Im Laufe von vier Jahren schlossen sich die Gewerkschaften der Watersiders, der General Labourers, der Shearers und andere, vor allem Ungelernte der New Zealand Federation of Labour an. Damit vertrat die Gewerkschaft mit rund 15.000 Mitgliedern im Jahr 1912 rund ein Viertel der organisierten Arbeitnehmer in Neuseeland, die zu der Zeit bei rund 67.000 Gewerkschafter lag. Viele der Gewerkschaften meldeten sich von dem Arbitration System ab und waren so in der Lage direkt mit den Arbeitgebern zu verhandeln und ggf. auch zu streiken. Die Wochenzeitschrift der New Zealand Federation of Labour, der Maoriland Worker, erreichte Anfang 1913 eine Auflage von 10.000 Exemplaren.

### Waihi-Streik
Den ersten Rückschlag erlitt die Gewerkschaft im Auckland General Labourers' dispute im Jahr 1912 und gefolgt vom Bergarbeiterstreik im Goldtagebau in Waihi im selben Jahr. Der Streik brach unter dem massiven Polizeieinsatz zusammen, den die konservative Reformpartei von William Massey angeordnet hatte. Massey, der im Juli 1912 die Regierung stellen konnte, war bereit mit der ganzen Härte der staatlichen Gewalt gegen die militanten Gewerkschafter vorzugehen, womit er schließlich auch Erfolg hatte. Die New Zealand Federation of Labour geriet in Folge unter Druck und wurde dafür kritisiert, die Streikenden nicht ausreichend unterstützt zu haben.

### United Federation of Labour
Im Januar und im Juli 1913 trafen sich dann die New Zealand Federation of Labour mit gemäßigten Gewerkschaften zu zwei Konferenzen, auf der letzterer sich die Gewerkschaften zur einer neuen erweiterten United Federation of Labour (UFL) zusammenschlossen. Der Zusammenschluss beunruhigte die Employers’ Federation und die Farmers’ Union derart, dass sie sich entschlossen auf die Zerstörung der neuen Gewerkschaft hinzuwirken.

### Hafenstreiks
Als Hafenarbeiter 1913 anfingen Häfen in Neuseeland zu bestreiken, war die Resonanz nicht durchgehen positiv unter den Arbeitern und obwohl die Führung der United Federation of Labour von Anfang an den Streik auch nicht befürwortete, fühlte sie sich aber verpflichtet den Streik, der demokratisch legitimiert zustande kam, zu unterstützen. Doch Streikbrecher konnten einen Hafen nach dem anderen übernehmen und als die United Federation of Labour für den 10. November zu einem Generalstreik aufrief, war die Resonanz gering. Dazu kam, dass am 11. und 12. November zahlreiche Streikführer verhaftet wurden. Als die Gewerkschafter der Federated Seamen’s Union am 17. Dezember wieder zur Arbeit gingen, erklärte die United Federation of Labour am 22. Dezember hilflos den Streik für beendet.
Durch diese bittere Niederlage ging die Zahl der Mitglieder der United Federation of Labour rapide zurück. Die dadurch stark geschwächte Organisation blieb noch bis in das Jahr 1920 bestehen und wurde anschließend durch die New Zealand Alliance of Labour abgelöst.

## Anführer der New Zealand Federation of Labour
Sechs der Anführer der roten Gewerkschaft der Red Fed zogen später ins New Zealand Parliament ein und wurden 1935 Mitglieder der ersten Regierung der New Zealand Labour Party. Dazu gehörten:
- Bob Semple (1873–1955), von 1908 bis 1909 Präsident,
- Patrick Webb (1884–1950), 1910 und 1912 Präsident,
- Michael Joseph Savage (1872–1940), 1911 Präsident,
- Peter Fraser (1884–1950), Mitglied der Federation's National Executive,
- Tim Armstrong (1875–1942), von 1908 bis 1909 Vizepräsident, und
- William Parry (1878–1952), von 1911 bis 1912 Vizepräsident.[4][6]